# Karelo-Finnische Sozialistische Sowjetrepublik
Die Karelo-Finnische Sozialistische Sowjetrepublik, seltener auch Karelo-Finnland, war von 1940 bis 1956 eine Unionsrepublik der Union der Sozialistischen Sowjetrepubliken.

## Entwicklung
Im geheimen Zusatzprotokoll des deutsch-sowjetischen Nichtangriffspakts wurde Finnland 1939 der sowjetischen Interessensphäre zugeschlagen. Ziel Josef Stalins war es, Finnland als sozialistische Unionsrepublik der Sowjetunion einzuverleiben. Daher traf er vor dem Überfall auf Finnland Vorbereitungen zur künftigen Regierungsbildung unter Einbeziehung finnischer Kommunisten. Infolge des Winterkriegs musste Finnland im März 1940 im Frieden von Moskau einen Teil seines Territoriums in Karelien abtreten. Aus Teilen der abgetretenen Gebiete und aus der seit 1923 bestehenden Karelischen Autonomen Sowjetrepublik, die zuvor Teil der Russischen Sozialistischen Föderativen Sowjetrepublik (RSFSR) war, wurde eine Unionsrepublik der Sowjetunion geschaffen, die Karelo-Finnische SSR. Die finnische Bevölkerung floh oder wurde vertrieben (siehe hierzu Lastenausgleich (Finnland)). Vorsitzender des Obersten Republiksowjets wurde Otto Kuusinen, der schon 1939/40 eine prosowjetische finnische Gegenregierung gebildet hatte.

Flagge der Karelo-Finnischen Sozialistischen Sowjetrepublik 1940–1953

Dies hatte zum einen die Funktion, Finnland eine Warnung zukommen zu lassen, dass die Pläne, Finnland in die UdSSR zu inkorporieren, immer noch nicht aufgegeben worden seien; zum anderen wollte man wohl die Vorbereitungen zur Annexion Finnlands nicht ganz vergebens unternommen haben.
Während der Finnischen Invasion in Ostkarelien als Teil des Fortsetzungskriegs (1941–1944) besetzte Finnland weite Teile der Sowjetrepublik, darunter auch Regionen, die schon seit der Zeit der Kiewer Rus im 10. Jahrhundert zum russisch besiedelten Gebiet gehört hatten, wie das Territorium zwischen Ladoga- und Onegasee. Nach dem Kriegsende mit der Niederlage Finnlands, konnte dieses trotz weiterer Gebietsverluste (u. a. Ostkarelien) seine Unabhängigkeit bewahren.
1956 wurde die Karelo-Finnische SSR als Karelische ASSR in die RSFSR eingegliedert, was als Ausgleich für die 1954 von der RSFSR an die Ukrainische Sozialistische Sowjetrepublik übertragene Schwarzmeer-Halbinsel Krim geschah. Heute ist das Gebiet, die Republik Karelien, ein Föderationssubjekt Russlands.

## Musik
Die Hymne der Karelo-Finnischen SSR stammt von Armas Äikiä (Text) und Karl Rautio (Melodie).
Ein bekannter Komponist von Orchesterwerken und Balletten unter Verwendung heimischer Volksmusikmotive war Helmer-Rainer Sinisalo (1920–1989).